# Óscar Mota
Óscar Mota – wenezuelski judoka. 
Brązowy medalista igrzysk Ameryki Środkowej i Karaibów w 1982, a także mistrzostw panamerykańskich w 1985 roku.